# 莱奥纳尔多·法布里
莱奥纳尔多·法布里（義大利語：Leonardo Fabbri，1997年4月15日—）生于巴尼奥-阿里波利，是一名意大利男子田径运动员，主攻铅球。他的父亲曾从事短跑运动，母亲则曾从事游泳运动。他也在大约六岁时被父亲带到田径场，开始接触田径运动，2013年，他在欧洲青少年奥林匹克运动会中获得铜牌，这是他首次在国际比赛中获得奖牌。他最初一直是佛罗伦萨马拉松田径俱乐部的成员，2017年加入意大利空军下属的体育部门。